# Strömsholmen, Västervik
Strömsholmen är en holme i centrala Västervik med bl.a. Gamla Varmbadhuset och bro till Slottsholmen. Här fanns tidigare statyn Spejande sjömannen, men denna har flyttats cirka 150 meter söderut till fastlandet där Lilla Strömmen möter Skeppsbrokajen.

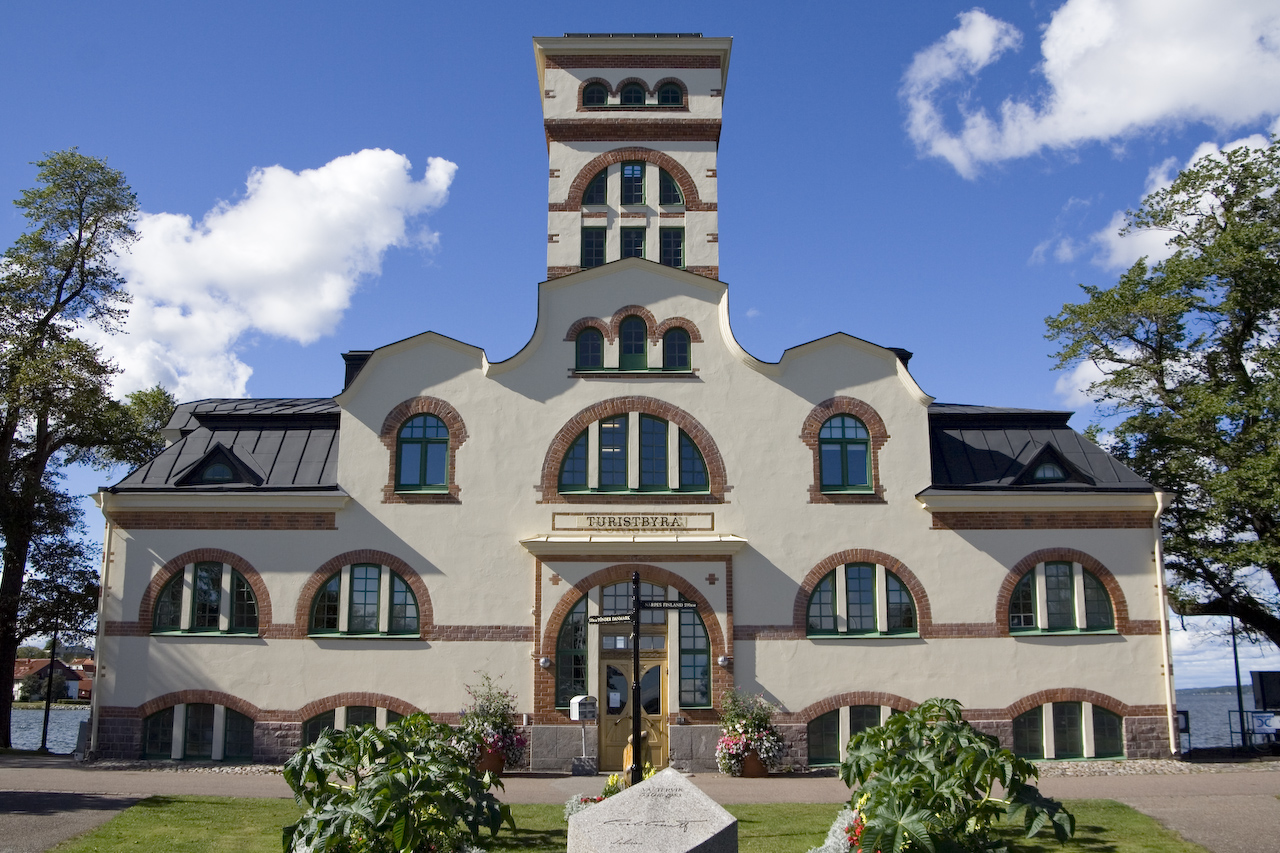
Gamla Varmbadhuset på Strömsholmen. Fotot taget av Andreas Nilsson